# Nørre Allé
|  | Denne artikel er om Nørre Allé i København, se Nørre Allé (flertydig) for samme gadenavn i andre byer |
Nørre Allé er en vej i København, der går fra Sankt Hans Torv på Nørrebro til Vibenshus Runddel på Østerbro. Alléen blev påbegyndt i 1744 og er således en af Nørrebros ældste gader. Vejnavnet er kendt fra slutningen af 1600-tallet og blev officielt 1810.

## Historie
Gaden har i 1847 til 1987 huset en skole. Først hed den Skolen på Blegdammen, siden Nørre Allé betalingsskole og fra 1915-1987, hvor den var folkeskole, blot Nørre Allé skole. I dag har det kommunale kulturhus VerdensKulturCentret til huse der.
Cricketklubben B.93, der i 1896 blev udvidet med en fodboldafdeling, havde i perioden 1893-97 sit første klublokale på 1. sal i villaen på Nørre Allé 49. For hundrede år siden var der i nr. 9 en "Cyklefabrik" ved Hans Paulsen. I samme opgang boede cand.theol. Ove Larnøe (1875-1933), der blev viceskoleinspektør på Nørre Allés skole i 1914-20, og i nr. 49 lå "Heimdal Dampvadskeri". Den norske kunstmaler Henrik Louis Lund havde også bopæl fra ca. 1905 til 1909 i huset på Nørre Allé 49, som lå på hjørnet af Tagensvej, og kunstmaler Emil Wennerwald og familie havde adresse her indtil omkring 1918. På adressen kom mange kunstnere og forfattere samt bohemer. Henrik Louis Lunds maleri Frokost i Haven fra 1906 er ifølge Nasjonalmuseet i Norge et af mange malerier malet i haven på Nørre Allé 49. Kunstmaleren Niels Hansen, senere benævnt som en af de fire store fynbomalere, var elev af Henrik Lund og opholdt sig også en del her i nr. 49. Almindelig Hospital havde også adresse på Nørre Allé, og her boede bl.a. en maskinmester, overopsynsdame, læge og oldfrue.

### Besættelsen
Tyskernes aktion, kaldet "Operation Möwe", mod det danske politi foregik tirsdag den 19. september 1944. Som ofte før iført sin illegale politiuniform kom Jørgen Haagen Schmith ("Citronen") kørende i sin Opel Kaptajn ad Nørre Allé sammen med Helmer Bomhoff. De blev stoppet i Nørre Allé lige før Sankt Hans Torv mellem kirken og skolen. Tyskerne troede, at de var danske politibetjente. De blev ført ind i en gård ved siden af Nørre Allé skole og senere ført ind i passagen til pigernes skolegård. Citronen blev såret da han prøvede at flygte. Se mere om personerne på Nationalmuseets modstandsdatabase.

### 1950'erne
Der er for få eller ingen kildehenvisninger i dette afsnit, hvilket er et problem. Du kan hjælpe ved at angive troværdige kilder til de påstande, som fremføres.

I 1950'erne fandt man en del mindre butikker på Nørre Allé.
I 1955 var der to cigarhandlere side om side i 1 og 3, Ellen Kaspersen og Jas. Jacobsen. Skotøjshandel Nora ved W. Schütze var der også i nr. 3. Le Jambon viktualiehandel, ved Otto Sørensen, var at finde i nr. 9, lige ved siden af Hotel Lucca. A. Hansen drev tobakshandel i nr. 25, nabo til Kafé Stadion, ved P. Johs. Jørgensen og i nr. 49 var der universitetsbiblioteket og bogbinder H.R. Ahrenkiel.
I nr. 7 boede cand.theol. Ernst Boisen Højvig der senere (1967-88) blev præst ved Reersø Kirke. Egmont-kollegiet var også at finde i vejviseren fra 1955, selvom det først blev officielt indviet i 1957.

## Væsentlige bygninger
På Nørre Allé ligger De Gamles By syd for Tagensvej. Nord for Tagensvej, på alléens vestside, ligger Universitetsparken som bl.a. indeholder Egmont H. Petersens Kollegium (af Kaj Gottlob), Københavns Universitets institutter på Østerbro samt Det Natur- og Sundhedsvidenskabelige Fakultetsbibliotek (Københavns Universitetsbibliotek Nord), der blev opført i neoklassicistisk stil på hjørtet af Nørre Allé og Tagensvej af kgl. bygningsinspektør Kristoffer Varming i 1935-37 og senere udvidet af Eva og Nils Koppel, der også har opført H.C. Ørsted Instituttet langs samme vej.
Alléen støder desuden op til Fælledparken og Rigshospitalet.